# Canton de Mornant
Le canton de Mornant est une circonscription électorale française située dans le département du Rhône en région Auvergne-Rhône-Alpes.

## Histoire
À la suite du redécoupage cantonal de 2014, les limites territoriales du canton sont modifiées par un décret du 27 février 2014, art. 8. 
À partir des élections départementales de mars 2015, le nombre de communes du canton passe de 13 à 22. 

## Représentation

### Conseillers généraux de 1833 à 2015
| Période    | Période          | Identité                   | Étiquette                | Qualité |
| ---------- | ---------------- | -------------------------- | ------------------------ | --- |
| 1833       | 1842             | Jean Verne de Bachelard    | Majorité ministérielle   | Conseiller à la Cour de Lyon Député de la Loire (1835-1840)                                                         |
| 1842       | 1848             | Baron Charles Rambaud aîné |                          | Conseiller à la Cour royale de Lyon Propriétaire et conseiller d'arrondissement à Lyon, conseiller d'arrondissement |
| 1848       | 1855             | Georges Martin             |                          | Avocat, juge de paix du canton de Mornant                                                                           |
| 1855       | 1871             | Laurent Descours           | Majorité dynastique      | Syndic de la Compagnie des agents de change Conseiller municipal de Lyon Député (1857-1870)                         |
| 1871       | 1881 (démission) | Joannès Rivière            | Républicain              | Propriétaire, maire de Mornant (1878-1881)                                                                          |
| 1881       | 1885 (décès)     | Charles Méra (1820-1885)   | Conservateur             | Maire d'Orliénas |
| 1885       | 1908 (décès)     | Alexandre Paillasson       | Républicain              | Médecin à Lyon, maire de Mornant (1884-1892)                                                                        |
| 1908       | 1912 (décès)     | Paul Seyvet                | Rad.                     | Maire de Mornant (1904-1911)                                                                                        |
| 1912       | 1915 (décès)     | Georges Marie Chantre      | Républicain Progressiste | Propriétaire-agriculteur, maire de Rontalon                                                                         |
| 1915       | 1919             | siège vacant               |                          | |
| 1919       | 1925             | Henri Marrel               | RG                       | Maire de Sainte-Catherine                                                                                           |
| 1925       | 1937             | Jean-Baptiste Delorme      | URD-RG                   | Propriétaire-viticulteur, maire de Mornant (1940-1943 et 1944-1945)                                                 |
| 1937       | 1940             | Jean-Marie Merle           | PSF                      | Maire de Saint-Maurice-sur-Dargoire Nommé conseiller départemental en 1942                                          |
|            |                  |                            |                          | |
| 1945       | 1965 (décès)     | Jean Condamin              | DVD                      | Maire de Mornant (1945-1965)                                                                                        |
| 9 mai 1965 | 1994             | Jean Palluy                | CD puis UDF-CDS          | Maire de Mornant (1977-1983) Président du Conseil général (1979-1990)                                               |
| 1994       | 2015             | Paul Delorme               | UDF puis FED-UDI         | Géomètre-expert, maire de Mornant (1983-1995)                                                                       |

### Conseillers d'arrondissement (de 1833 à 1940)
| Période                                  | Période          | Identité                                        | Étiquette   | Qualité |
| ---------------------------------------- | ---------------- | ----------------------------------------------- | ----------- | --- |
| 1833                                     | 1836             | Annet Fleury Condamin                           |             | Avoué près le Tribunal civil de Lyon                                                                        |
| 1836                                     | 1842             | Jean Mathieu Rambaud                            |             | Notaire à la Cour honoraire, propriétaire à Lyon                                                            |
| 1842                                     | 1848             | Joseph Marie Penet                              |             | Brasseur, propriétaire à Saint-Maurice-sur-Dargoire                                                         |
|                                          |                  |                                                 |             | |
|                                          | avr.1882 (décès) | Pierre Chambaux (1824-1882)                     |             | Propriétaire à Saint-Sorlin                                                                                 |
|                                          |                  |                                                 |             | |
| av.1889                                  | 1904             | Pierre Fillon                                   | Républicain | Maire de Mornant, Président du Conseil d'arrondissement (1901-1904)                                         |
| 1904                                     | 1923 (décès)     | Delphin Fournereau (1869-1923)                  |             | Maire de Mornant                                                                                            |
| 1923                                     | 1940             | Léon Fournereau (1878-1975, frère du précédent) | FR          | Maire de Mornant                                                                                            |
| 1940                                     |                  |                                                 |             | Les conseils d'arrondissement ont été suspendus par la loi du 12 octobre 1940 et n'ont jamais été réactivés |
| Les données manquantes sont à compléter. |                  |                                                 |             | |

### Conseillers départementaux à partir de 2015
| Période élective | Période élective | Mandat | Mandat   | Identité        | Nuance | Nuance | Qualité                                                                 |
| ---------------- | ---------------- | ------ | -------- | --------------- | ------ | ------ | ----------------------------------------------------------------------- |
| 2015             | 2021             | 2015   | 2021     | Christiane Jury |        | LR     | Maire d'Échalas (2001-2020)                                             |
| 2015             | 2021             | 2015   | 2021     | Renaud Pfeffer  |        | LR     | Maire de Mornant depuis 2014 1er vice-président du consel départemental |
| 2021             | 2028             | 2021   | en cours | Pascale Chapot  |        | LR     | Fonctionnaire, adjointe au maire de Mornant                             |
| 2021             | 2028             | 2021   | en cours | Philippe Marion |        | DVD    | Cadre, maire de Condrieu                                                |

### Résultats détaillés

#### Élections de mars 2015
À l'issue du 1er tour des élections départementales de 2015, deux binômes sont en ballottage : Christiane Jury et Renaud Pfeffer (UMP, 32,52 %) et Emilie Fernandes Ramalho et Alain Zeender (FN, 35,45 %). Le taux de participation est de 51,87 % (14 897 votants sur 28 718 inscrits) contre 48,95 % au niveau départemental et 50,17 % au niveau national.
Au second tour, Christiane Jury et Renaud Pfeffer (UMP) sont élus avec 69,44 % des suffrages exprimés et un taux de participation de 50,48 % (8 810 voix pour 14 498 votants et 28 718 inscrits).

#### Élections de juin 2021
Le premier tour des élections départementales de 2021 est marqué par un très faible taux de participation (33,26 % au niveau national). Dans le canton de Mornant, ce taux de participation est de 35,16 % (11 214 votants sur 31 891 inscrits) contre 32,35 % au niveau départemental. À l'issue de ce premier tour, deux binômes sont en ballottage : Pascale Chapot et Philippe Marion (Union à droite, 50,56 %) et Kaouthar Limam et Thierry Rochefort (PS, 29,62 %).
Le second tour des élections est marqué une nouvelle fois par une abstention massive équivalente au premier tour. Les taux de participation sont de 34,36 % au niveau national, 33,07 % dans le département et 35,42 % dans le canton de Mornant. Pascale Chapot et Philippe Marion (Union à droite) sont élus avec 66,83 % des suffrages exprimés (7 188 voix pour 11 296 votants et 31 896 inscrits),,. 

## Composition

### Composition avant 2015
Le canton comprenait 13 communes.
| Nom                        | Code Insee | Codepostal | Superficie (km2) | Population (dernière pop. légale) | Densité (hab./km2) |
| -------------------------- | ---------- | ---------- | ---------------- | --------------------------------- | ------------------ |
| Mornant (chef-lieu)        | 69141      | 69440      | 15,76            | 5 545 (2012)                      | 352                |
| Chaussan                   | 69051      | 69440      | 7,89             | 972 (2012)                        | 123                |
| Orliénas                   | 69148      | 69530      | 10,42            | 2 310 (2012)                      | 222                |
| Riverie                    | 69166      | 69440      | 0,42             | 298 (2012)                        | 710                |
| Rontalon                   | 69170      | 69510      | 12,67            | 1 179 (2012)                      | 93                 |
| Saint-André-la-Côte        | 69180      | 69440      | 4,77             | 280 (2012)                        | 59                 |
| Saint-Didier-sous-Riverie  | 69195      | 69440      | 13,90            | 1 181 (2012)                      | 85                 |
| Saint-Laurent-d'Agny       | 69219      | 69440      | 10,55            | 2 109 (2012)                      | 200                |
| Saint-Maurice-sur-Dargoire | 69228      | 69440      | 16,27            | 2 251 (2012)                      | 138                |
| Saint-Sorlin               | 69237      | 69440      | 4,70             | 610 (2012)                        | 130                |
| Sainte-Catherine           | 69184      | 69440      | 13,76            | 927 (2012)                        | 67                 |
| Soucieu-en-Jarrest         | 69176      | 69510      | 14,20            | 4 055 (2012)                      | 286                |
| Taluyers                   | 69241      | 69440      | 8,09             | 2 294 (2012)                      | 284                |

### Composition depuis 2015
Lors du redécoupage de 2014, le canton comprenait vingt-deux communes entières.
À la suite de la création des communes nouvelles de Chabanière au 1er janvier 2017 et de Beauvallon au 1er janvier 2018, ainsi qu'au décret du 5 mars 2020 rattachant entièrement Beauvallon au canton de Mornant, le canton comprend désormais 19 communes entières.
| Nom                             | Code Insee | Intercommunalité                 | Superficie (km2) | Population (dernière pop. légale) | Densité (hab./km2) | Modifier                                    |
| ------------------------------- | ---------- | -------------------------------- | ---------------- | --------------------------------- | ------------------ | ------------------------------------------- |
| Mornant (bureau centralisateur) | 69141      | CC du Pays mornantais            | 15,76            | 6 261 (2022)                      | 397                | modifier les données · modifier les données |
| Ampuis                          | 69007      | CA Vienne Condrieu Agglomération | 15,57            | 2 760 (2022)                      | 177                | modifier les données · modifier les données |
| Beauvallon                      | 69179      | CC du Pays mornantais            | 24,85            | 4 198 (2022)                      | 169                | modifier les données · modifier les données |
| Chabanière                      | 69228      | CC du Pays mornantais            | 34,87            | 4 274 (2022)                      | 123                | modifier les données · modifier les données |
| Chaussan                        | 69051      | CC du Pays mornantais            | 7,89             | 1 215 (2022)                      | 154                | modifier les données · modifier les données |
| Condrieu                        | 69064      | CA Vienne Condrieu Agglomération | 9,21             | 3 945 (2022)                      | 428                | modifier les données · modifier les données |
| Échalas                         | 69080      | CA Vienne Condrieu Agglomération | 20,95            | 1 940 (2022)                      | 93                 | modifier les données · modifier les données |
| Les Haies                       | 69097      | CA Vienne Condrieu Agglomération | 15,97            | 739 (2022)                        | 46                 | modifier les données · modifier les données |
| Loire-sur-Rhône                 | 69118      | CA Vienne Condrieu Agglomération | 16,60            | 2 736 (2022)                      | 165                | modifier les données · modifier les données |
| Longes                          | 69119      | CA Vienne Condrieu Agglomération | 24,06            | 951 (2022)                        | 40                 | modifier les données · modifier les données |
| Riverie                         | 69166      | CC du Pays mornantais            | 0,42             | 307 (2022)                        | 731                | modifier les données · modifier les données |
| Saint-Cyr-sur-le-Rhône          | 69193      | CA Vienne Condrieu Agglomération | 6,02             | 1 273 (2022)                      | 211                | modifier les données · modifier les données |
| Saint-Laurent-d'Agny            | 69219      | CC du Pays mornantais            | 10,55            | 2 120 (2022)                      | 201                | modifier les données · modifier les données |
| Saint-Romain-en-Gal             | 69235      | CA Vienne Condrieu Agglomération | 13,39            | 1 990 (2022)                      | 149                | modifier les données · modifier les données |
| Saint-Romain-en-Gier            | 69236      | CA Vienne Condrieu Agglomération | 4,05             | 598 (2022)                        | 148                | modifier les données · modifier les données |
| Sainte-Colombe                  | 69189      | CA Vienne Condrieu Agglomération | 1,60             | 1 994 (2022)                      | 1 246              | modifier les données · modifier les données |
| Soucieu-en-Jarrest              | 69176      | CC du Pays mornantais            | 14,20            | 4 652 (2022)                      | 328                | modifier les données · modifier les données |
| Trèves                          | 69252      | CA Vienne Condrieu Agglomération | 7,56             | 723 (2022)                        | 96                 | modifier les données · modifier les données |
| Tupin-et-Semons                 | 69253      | CA Vienne Condrieu Agglomération | 8,26             | 650 (2022)                        | 79                 | modifier les données · modifier les données |
| Canton de Mornant               | 6908       |                                  | 251,78           | 43 326 (2022)                     | 172                | modifier les données                        |

## Démographie

### Démographie avant 2015
| 1962  | 1968   | 1975   | 1982   | 1990   | 1999   | 2006   | 2011   | 2012   |
| ----- | ------ | ------ | ------ | ------ | ------ | ------ | ------ | ------ |
| 9 815 | 10 433 | 11 779 | 14 342 | 17 092 | 20 569 | 22 350 | 23 565 | 24 011 |

### Démographie depuis 2015
En 2022, le canton comptait 43 326 habitants, en évolution de +7,56 % par rapport à 2016 (Rhône : +4,34 %, France hors Mayotte : +2,11 %).
| 2013   | 2018   | 2022   |
| ------ | ------ | ------ |
| 38 977 | 41 056 | 43 326 |